# دانشگاه متروپولیتن سوانسی

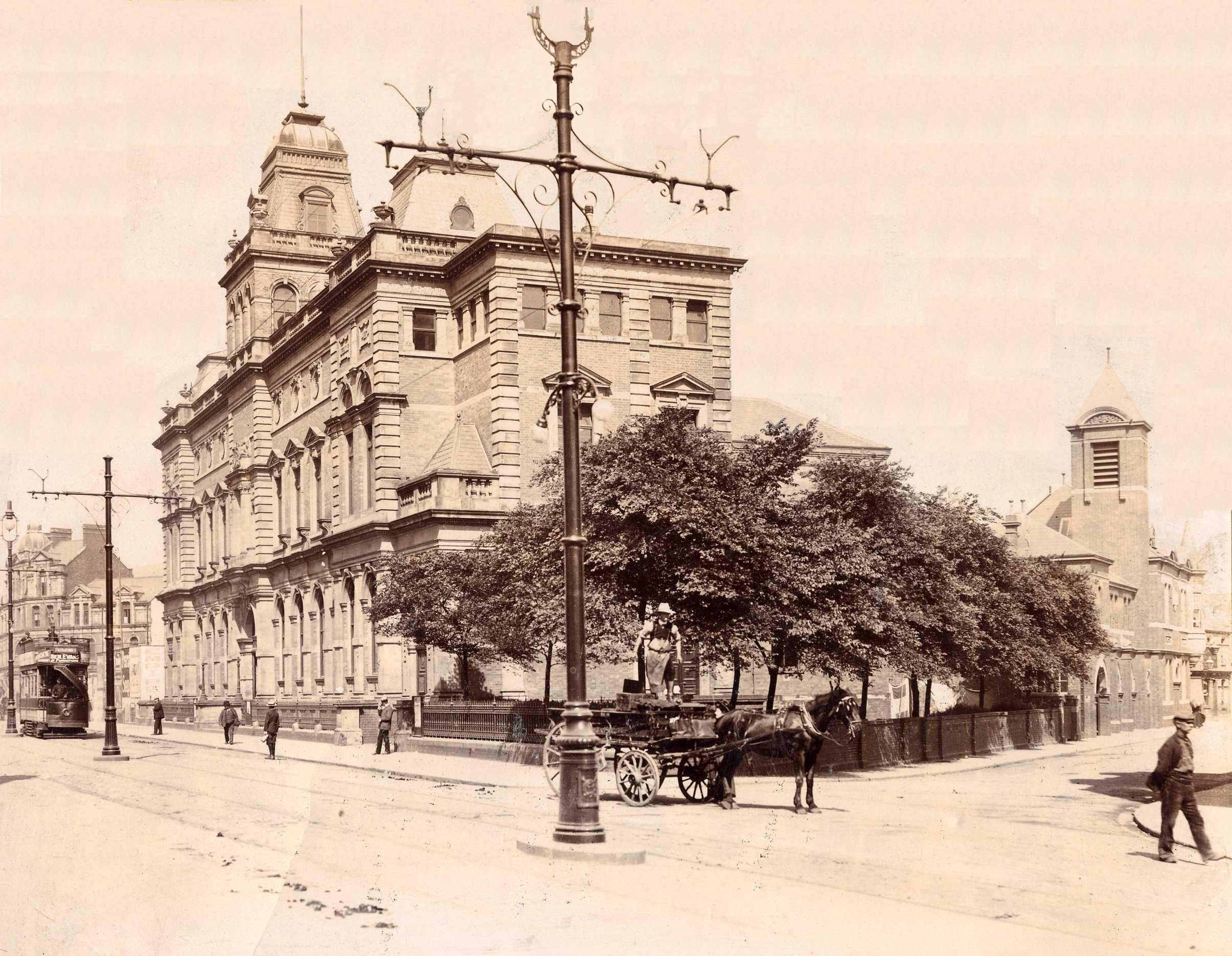

دانشگاه متروپولیتن سوانسی (ویلزی: Prifysgol Fetropolitan Abertawe) یک دانشگاه سابق مستقر در سوانسی، ولز، انگلستان است. این دانشگاه در ۱ اوت ۲۰۱۳ با دانشگاه ولز ترینیتی سنت دیوید ادغام شد و به یکی از پردیس‌های آن تبدیل شد.